# Temné patro
Temné patro je anglicky mluvený finský horor z roku 2008. Příšery ve filmu hrají členové hardrockové skupiny Lordi. Frontman kapely Mr. Lordi navrhl logo filmu. Film byl uveden do kin v únoru 2008 a hrají v něm William Hope, Leon Herbert, Philip Bretherton, Ronald Pickup a Skye Bennett. V závěrečných titulcích filmu zazní nová píseň skupiny Beast Loose in Paradise.

## Děj
Jon se chce o svoji autistickou dceru postarat sám, a proto ji chce odvézt z nemocnice. Při odchodu ale zůstanou uvězněni spolu s dalšími šesti lidmi ve výtahu. Když se dveře výtahu po delší době konečně otevřou, najdou jen strašidelně prázdné chodby a několik zohavených těl. Mohou za to netvoři z temné strany, kteří útočí na cokoliv živého. Začínají se projevovat schopnosti malého autistického děvčátka, na kterém závisí přežití celé skupiny.

## Obsazení
- William Hope jako Jon
- Leon Herbert jako Rick
- Ronald Pickup jako Tobias
- Philip Bretherton jako Walter
- Noah Huntley jako Ben
- Dominique McElligott jako Emily
- Skye Bennett jako Sarah
- Mr Lordi jako hlavní monstrum
- Amen jako monstrum
- Kita jako monstrum
- Awa jako monstrum
- OX jako monstrum

## Produkce

### Rozpočet
Celkový rozpočet filmu dosáhl 4,3 milionu dolarů (USA), což z něj činí jeden z nejdražších filmů natočených ve Finsku. Většina rozpočtu byla vynaložena na návrh speciálních efektů, stavbu kulis a rozsáhlou marketingovou kampaň spolu s postprodukčním procesem.

### Kulisy a speciální efekty
Původně se plánovalo natáčení v Pobaltí, ale místo toho bylo vybráno Oulu, kde se v případě potřeby použily speciální efekty pro repliku města. Produkční tým navštívil nemocnice, aby prozkoumal fungování rentgenu, čímž dodal zobrazeným rentgenovým snímkům s CGI renderem věrohodnost i autenticitu.

## Vydání
Film měl mít původně premiéru v roce 2007 na soutěži Eurovize v Helsinkách, jejíž úvodní číslo předvedla skupina Lordi s písní "Hard Rock Hallelujah". Bohužel se týmu nepodařilo dokončit úkoly včas, kapela Lordi navíc již dokončovala poslední úpravy na svém turné Bringing Back the Balls to Europe. Postprodukce se proto protáhla až do května téhož roku a nakonec byla přeložena na prosinec.
Film měl premiéru 8. února 2008.

## Recenze
Derek Elley z Variety film označil za "kulturní podivnost s dobrým konceptem", která si dobře povede i na videu. Celkově film získal smíšené až podprůměrné hodnocení.